# Olschowa
Olschowa (auch Ollschowa, polnisch Olszowa, 1936–1945 Erlenbusch) ist eine Ortschaft in Oberschlesien. Der Ort liegt in der Gemeinde Ujest im Powiat Strzelecki in der Woiwodschaft Oppeln.

## Geographie

### Geographische Lage
Das Angerdorf Olschowa liegt zehn Kilometer nordwestlich vom Gemeindesitz Ujest, 7 Kilometer südlich von der Kreisstadt Strzelce Opolskie (Groß Strehlitz) und 40 Kilometer südöstlich von der Woiwodschaftshauptstadt Opole (Oppeln). Der Ort liegt in der Nizina Śląska (Schlesische Tiefebene) innerhalb der Kotlina Raciborska (Ratiborer Becken). 
Nördlich des Dorfes verläuft die Autostrada A4. Olschowa liegt an der Woiwodschaftsstraße Droga wojewódzka 426.

### Ortsteile
Ortsteile von Olschowa sind Księży Las (Xionslas) und Komorniki (Komorniken).

### Nachbarorte
Nachbarort von Olschowa ist im Süden Klutschau (Klucz).

## Geschichte

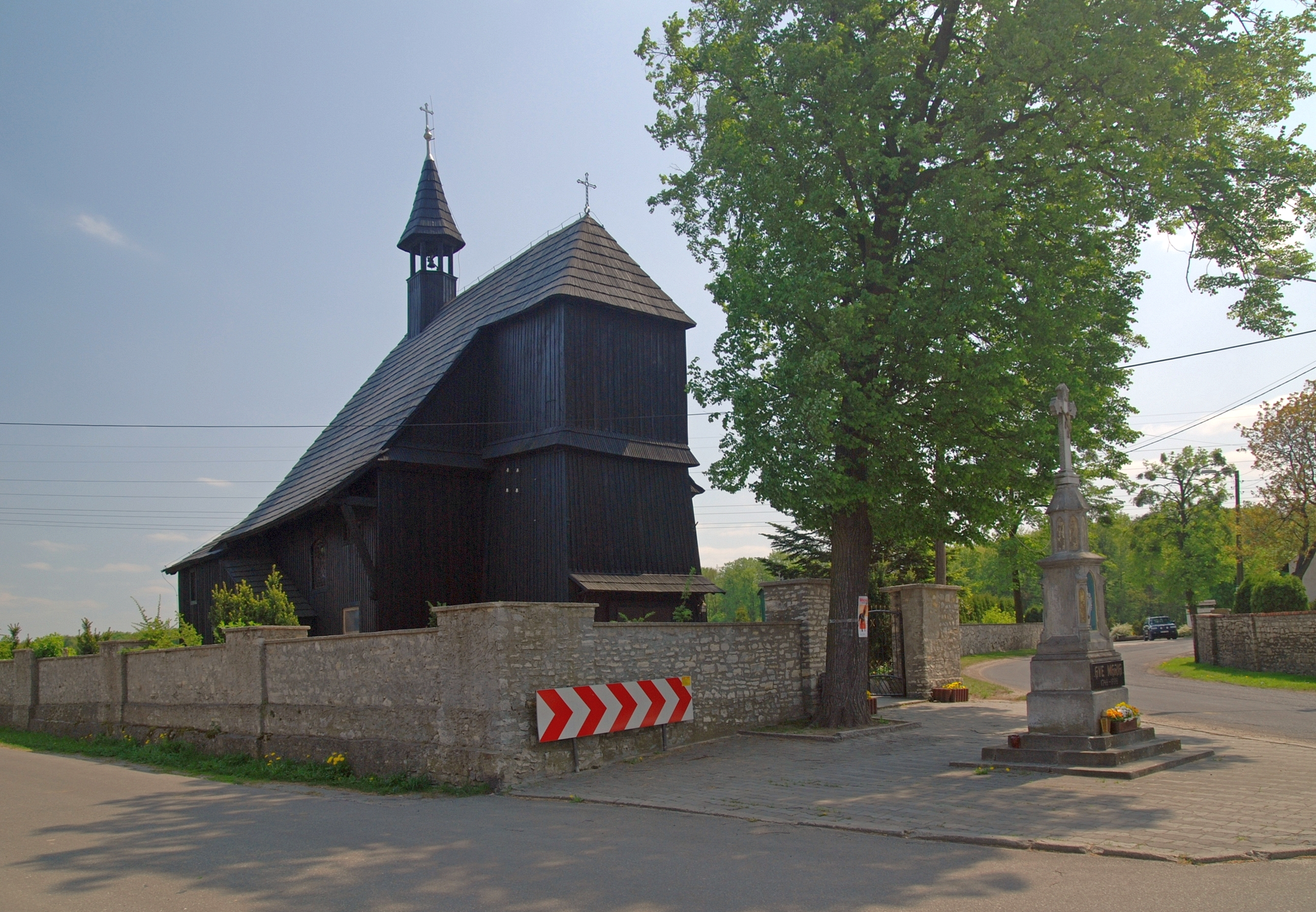
Maria-Schnee-Kirche mit Wegekreuz

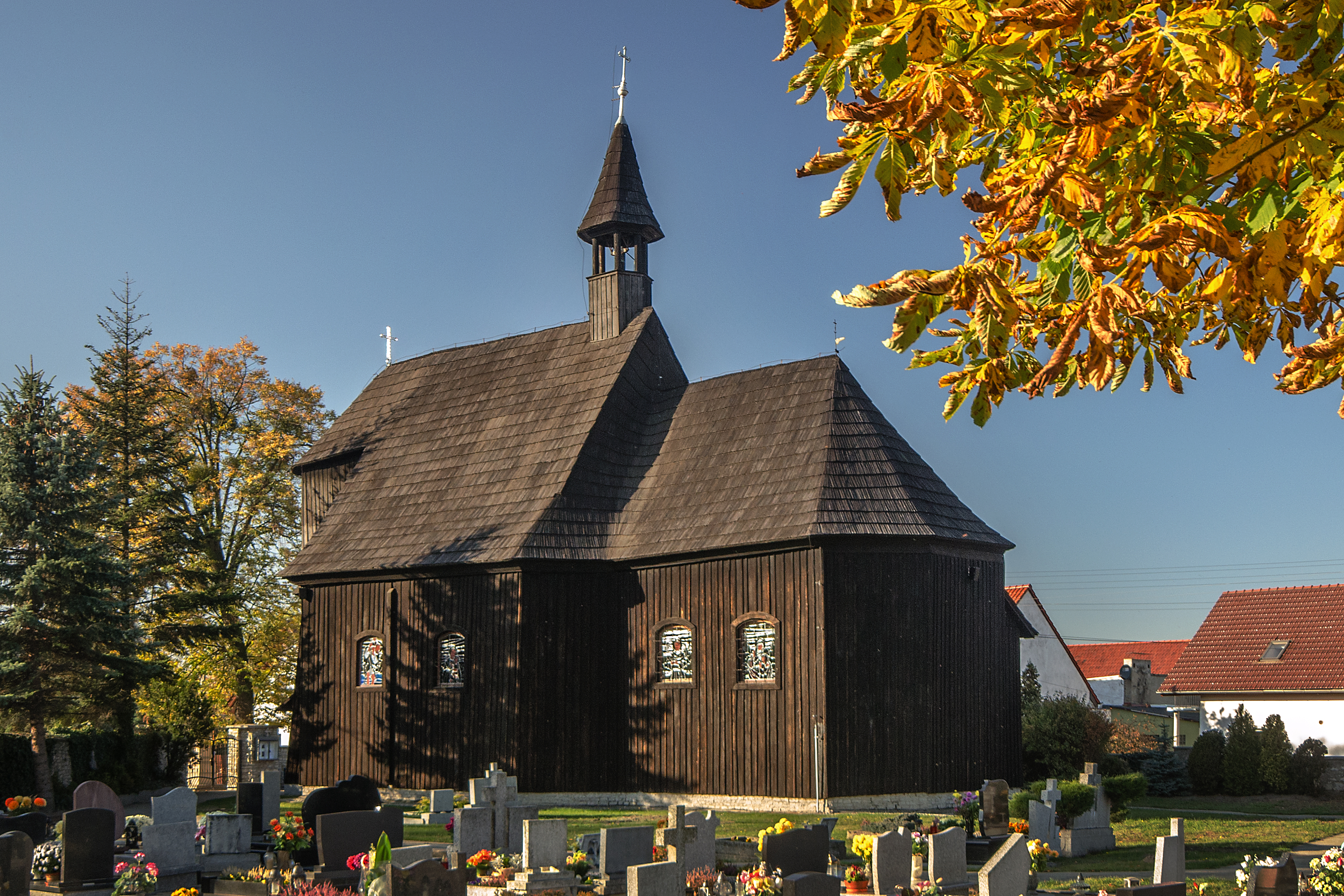
Rückansicht mit Friedhof

Olschowa wurde 1302 erstmals als Olsona urkundlich erwähnt.
Nach der Neuorganisation der Provinz Schlesien gehörte die Landgemeinde Olschowa  ab 1816 zum Landkreis Groß Strehlitz im Regierungsbezirk Oppeln. 1845 bestanden in Ort ein Vorwerk, ein Kalksteinbruch, ein Weinberg, eine katholische Kirche und 43 Häuser. Im gleichen Jahr zählte Olschowa  374 Einwohner, davon einer evangelisch. 1861 zählte das Dorf 437 Einwohner. 1865 hatte der Ort 11 Bauern-, 14 Gärtner, 6 Häuslerstellen und 10 Einlieger. 1874 wurde der Amtsbezirk Schloß Groß Strehlitz gegründet, welcher die Landgemeinden Adamowitz, Brzezina, Carlsthal, Czarnosin, Dollna, Dziewkowitz, Gonschiorowitz, Grzeboschowitz, Himmelwitz, Laziska, Liebenhain, Mokrolohna, Neudorf, Ollschowa, Petersgrätz, Rosniontau, Schironowitz v. P., Schironowitz v. R., Stephanshain, Sucholohna, Waldhäuser und Wierschleiche und die Gutsbezirke Adamowitz Vorwerk, Annahof Vorwerk, Brzezina Vorwerk, Gollaschütz Vorwerk, Grzeboschowitz Vorwerk, Groß Strehlitz, Schloß, Groß Strehlitz, Stadtwald, Groß Vorwerk, Gruschek Vorwerk, Himmelwitz Vorwerk, Johannishof Vorwerk, Komornicken Vorwerk, Ksionslaß Vorwerk, Neudorf Vorwerk, Reilshof Vorwerk und Wernerau und die Kolonie Adamowitz umfasste.
1910 lebten im Ort 387 Einwohner. Bei der Volksabstimmung am 20. März 1921 stimmten 20 Wahlberechtigte für einen Verbleib bei Deutschland und 105 für Polen. Gleichwohl verblieb Olschowa beim Deutschen Reich. 1925 lebten im Ort 511 Einwohner. Ab 1933 führten die neuen nationalsozialistischen Machthabern groß angelegte Umbenennungen von Ortsnamen slawischen Ursprungs durch. Am 3. Juli 1936 wurde der Ort in Erlenbusch umbenannt. Bis 1945 befand sich der Ort im Landkreis Groß Strehlitz.
1945 kam der bisher deutsche Ort unter polnische Verwaltung, wurde in Olszowa umbenannt und der Woiwodschaft Schlesien angeschlossen. 1950 wurde der Ort Teil der Woiwodschaft Oppeln und 1999 des wiedergegründeten Powiat Strzelecki. Im November 2008 erhielt der Ort zusätzlich den amtlichen deutschen Ortsnamen Olschowa.

## Sehenswürdigkeiten

### Maria-Schnee-Kirche
Die römisch-katholische Maria-Schnee-Kirche (poln. Kościół Matki Boskiej Śnieżnej) ist eine 1648 erbaute Schrotholzkirche. 1988 und 2007 fanden umfangreiche Renovierungen statt. Am 13. Mai 1954 wurde sie unter Denkmalschutz gestellt.

### Miniaturpark Olschowa
Der Miniaturpark Olschowa (poln. Park Miniatur Olszowa) präsentiert auf dem ehemaligen Gutshof und Gestüt von Olschowa Miniaturen von Sakralbauten. Der 2,5 Hektar große Park wurde 2014 eröffnet.

### Weitere Sehenswürdigkeiten
- Vorwerksgebäude des Gutshofes Olschowa
- Gedenkstein zur 700-Jahr-Feier
- Steinerne Wegekapelle
- Steinernes Wegekreuz
- Friedhofskapelle

## Vereine
- Deutscher Freundschaftskreis
- Freiwillige Feuerwehr OSP Olszowa